# Византийский музей Кастории
Византийский музей Кастории (греч. Βυζαντινό Μουσείο Καστοριάς) — музей греческого города Кастория, Западная Македония, располагает одной из самых богатых коллекций византийских и поствизантийских икон в Греции. Музей находится в ведомости Министерства культуры. Коллекция музея состоит из икон византийских и поствизантийских храмов города Кастории, росписей и мозаик из близлежащего Диоклетианополя, архитектурных компонентов от протохристианких лет до османского периода, церковные реликвий и резьбы по дереву, а также находок археологических раскопок разных периодов.

## История создания музея
На территории области Кастории насчитывается около 80 византийских и поствизантийских храмов, 26 из которых построены непосредственно в византийский период. Площадь росписей храмов превышает 3 тысячи квадратных метров. Значителен объём деревянной резьбы и количество икон. Иконы охватывают все периоды развития византийского искусства и свидетельствуют о влиянии и манере каждой школы византийского искусства и отдельных иконописцев. Эти иконы и деревянная резьба пережили смутные периоды Византийской империи, набеги северных народов, османское иго, годы национальных антагонизмов и войн начала XX века.
Около 1500 икон хранятся в храмах и музеях региона Кастории. Иконы Кастории подвержены в основном влиянию Македонской и Критской школ Византийской иконописи.
Необходимость в создании музея, который бы собрал элементы искусства и архитектуры византийских и средневековых зданий города и региона Кастории была очевидна. Многочисленные византийские и поствизантийские храмы, в особенности османского периода, может быть были маленькими в размерах и скромными во внутреннем убранстве, но были богатыми росписями и иконами. Эти храмы, в особенности в самом городе Кастории, строились во дворах особняков зажиточных жителей и несли имена их владельцев, имена которые сохранились по сегодняшний день, часто дающие также названия кварталам города.
На сегодняшний день в музее хранятся 550 икон.

## Галерея

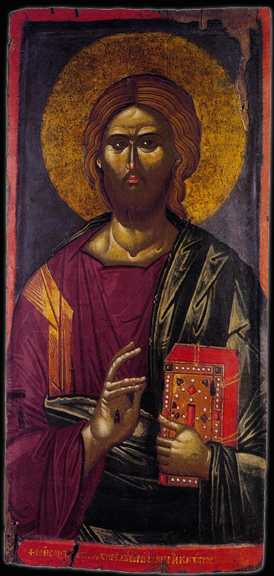
Христос Пантократор (XVI век).
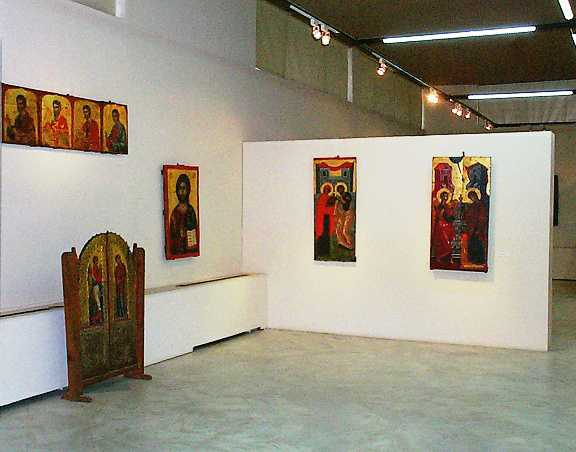
Фотография выставочного зала музея.
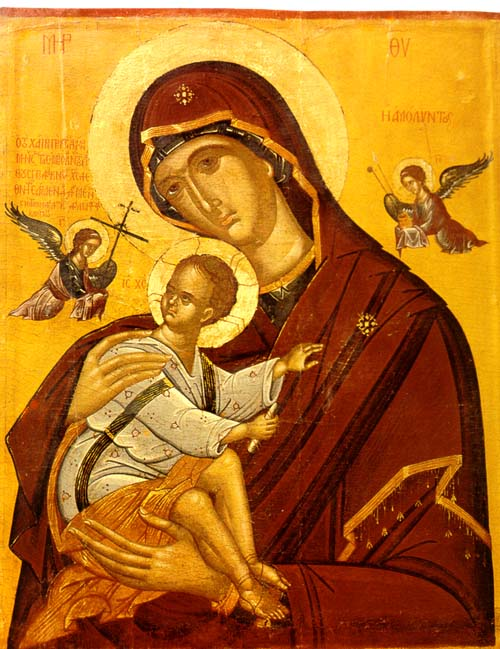
Панагия Амолинтос (Αμόλυντος – Пречистая Богоматерь, из византийского храма Панагии Кумпелидикиса (XV век).
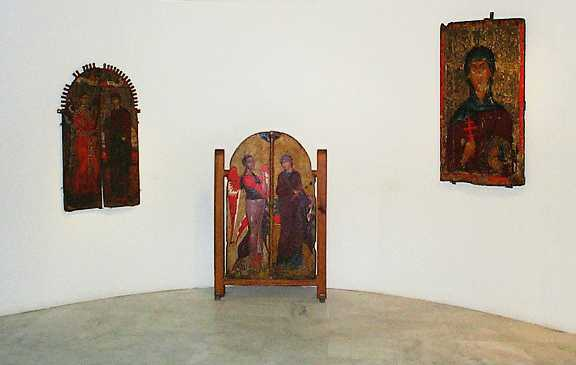
Икона Святой Параскевы.
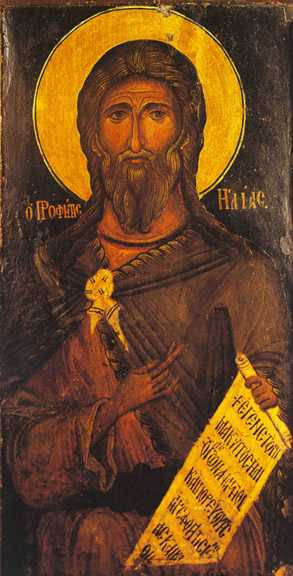
Икона Пророка Ильи (XII век).